# جیلیان فان دن برخ
جیلیان فان دن برخ (انگلیسی: Gillian van den Berg؛ زادهٔ ۸ سپتامبر ۱۹۷۱) بازیکن واترپلو اهل هلند بود.